# Hope (canción de XXXTentacion)
«Hope» es una canción del rapero estadounidense XXXTentacion para su álbum de estudio ? y publicado el 21 de febrero de 2018. Antes de la muerte del rapero el 18 de junio del mismo año. Está dedicado del tiroteo en la escuela secundaria Stoneman Douglas de Parkland.

## Antecedentes
La canción fue lanzada el 21 de febrero de 2018, como sencillo del número dieciséis para su álbum de XXXTentacion ?, que se lanzó el 16 de marzo de 2018. La canción, dedicada a aquellos que murieron y sobrevivieron al tiroteo de Parkland, habla del tema de la culpa de los sobrevivientes que pueden experimentar los que sobrevivieron al tiroteo, con XXXTentacion cantando, «ella sigue llorando, sigue llorando todas las noches... Dijo que quiero morir, sí, no, no estoy bien, sí» y liego canta sobre su esperanza para los sobrevivientes del tiroteo, «Así que fuera de mi miseria, creo que encontraré / Una forma de imaginar una vida mejor / Para el resto de nosotros, el resto de nosotros / Hay esperanza para el resto de nosotros, el resto de nosotros». XXXTentacion también canta sobre la inacción de los funcionarios políticos después del tiroteo. La versión oficial de la canción se lee como un mensaje de XXXTentacion: «Nunca podría decir que entiendo cómo se sienten todos ustedes, ni puedo encontrar las palabras correctas para decirles, pero quiero que todos sepan que no están solos. Las palabras al final de esta canción están dedicadas a ti, Douglas High. Sinceramente, XXX». 
XXXTentacion llegó a los titulares cuando visitó a Anthony Borges, un sobreviviente del tiroteo de Parkland, en el hospital mientras Borges se recuperaba de heridas de arma de fuego. X había dicho en 2016 que se suponía a las medidas de control de armas, citando esto como una de las razones por las que no le gustaba a la elección en las elecciones presidenciales de Estados Unidos de 2016 de Hillary Clinton, aunque quería que ella ganara al candidato republicano Donald Trump.XXXTentacion apoyó a Bernie Sanders durante las primarias presidenciales del Partido Demócrata de 2016.Sin embargo, XXXTentacion invirtió su postura sobre el tema del control de armas después del tiroteo de Parkland.

## Posicionamiento en listas

### Listas de la semana
| Listas (2018–2021)                 | Mejor posición |
| ---------------------------------- | -------------- |
| Canadá (Canadian Hot 100)          | 68             |
| Francia (SNEP)                     | 131            |
| Irlanda (IRMA)                     | 91             |
| Portugal (AFP)                     | 58             |
| Suecia (Sverigetopplistan)         | 84             |
| Suiza (Schweizer Hitparade)        | 99             |
| Estados Unidos (Billboard Hot 100) | 70             |

| Lista (2021)   | Mejor posición |
| -------------- | -------------- |
| Portugal (AFP) | 187            |

## Certificaciones
| País | Certificación | Ventas unidades |
| --- | ------------- | --------------- |
| Dinamarca (IFPI Dinamarca) | Platino       | 90.000‡         |
| Francia (SNEP) | Platino       | 200.000‡        |
| Alemania (BVMI) | Oro           | 200.000‡        |
| Italia (FIMI) | Oro           | 35.000‡         |
| Polonia (ZPAV) | Platino       | 50.000‡         |
| Portugal (AFP) | Platino       | 10.000‡         |
| Reino Unido (BPI) | Platino       | 600.000‡        |
| Estados Unidos (RIAA) | 5× Platino    | 5.000.000‡      |
| Streaming |               |                 |
| Grecia (IFPI Grecia) | Oro           | 1.000.000*      |
| ‡ Cifras de ventas y transmisión basadas únicamente en la certificación. * Cifras de solo transmisión basadas únicamente en la certificación. |               |                 |